# Собківка (Уманський район)
Со́бківка — село в Україні, в Уманському районі Черкаської області. У селі мешкає 855 людей.
В селі є дерев'яна церква св. Параскеви.
Біля села розташоване Собківське поселення Білогрудівської культури.

## Історія
Станом на 1885 рік у колишньому військовому поселенні Уманської волості Уманського повіту Київської губернії, мешкало 1230 осіб, налічувалось 220 дворових господарств, існували православна церква, школа, постоялий будинок і 2 вітряних млини.
За переписом 1897 року кількість мешканців зросла до 952 осіб (459 чоловічої статі та 493 — жіночої), з яких 952 — православної віри.

## Населення

### Мова
Розподіл населення за рідною мовою за даними перепису 2001 року:
| Мова       | Кількість | Відсоток |
| ---------- | --------- | -------- |
| українська | 835       | 97.66%   |
| російська  | 19        | 2.22%    |
| румунська  | 1         | 0.12%    |
| Усього     | 855       | 100%     |